# Aiken (Caroline du Sud)
Pour les articles homonymes, voir Aiken.
Aiken est une ville américaine, siège du comté d'Aiken, située en Caroline du Sud.  

## Géographie
La municipalité s'étend sur 41,9 km2 dans l'est de l'État.

## Histoire
La municipalité est créée le 19 décembre 1835 autour d'une gare de la ligne de chemin de fer reliant Charleston à la Savannah, exploitée par la South Carolina Canal and Railroad Company dont le premier président William Aiken (1779-1831) donne son nom à la ville.

## Démographie
| 1880  | 1890  | 1900  | 1910  | 1920  | 1930  |
| ----- | ----- | ----- | ----- | ----- | ----- |
| 1 817 | 2 362 | 3 414 | 3 911 | 4 103 | 6 033 |

| 1940  | 1950  | 1960   | 1970   | 1980   | 1990   |
| ----- | ----- | ------ | ------ | ------ | ------ |
| 6 168 | 7 083 | 11 243 | 13 436 | 14 978 | 19 872 |

| 2000   | 2010   | 2020   | - | - | - |
| ------ | ------ | ------ | - | - | - |
| 25 337 | 29 524 | 32 025 | - | - | - |

## Politique et administration
La ville est dirigée par un conseil municipal formé du maire et de six conseillers (chacun représentant l'un des six districts), élus pour un mandat de quatre ans. Les dernières élections ont eu lieu le 8 novembre 2023.

### Liste des maires
| Période                                  | Période  | Identité       | Étiquette | Qualité |
| ---------------------------------------- | -------- | -------------- | --------- | ------- |
| Les données manquantes sont à compléter. |          |                |           |         |
| 1991                                     | 2015     | Fred Cavanaugh |           |         |
| 2015                                     | 2023     | Rick Obson     |           |         |
| 27 novembre 2023                         | en cours | Teddy Milner   | R         |         |

## Enseignement
Aiken abrite l'université de Caroline du Sud.

## Personnalités liées à la ville

### Nées à Aiken
- Jimmy Carter (1923-1994), boxeur.
- Charles Simpkins (né en 1963), athlète.
- Paul Wight Big Show (né en 1972), catcheur de la WWE.
- Anna Camp (née en 1982), actrice.

## Source
- (en) Cet article est partiellement ou en totalité issu de l’article de Wikipédia en anglais intitulé « Aiken, South Carolina » (voir la liste des auteurs).